# Roland Dorgelès

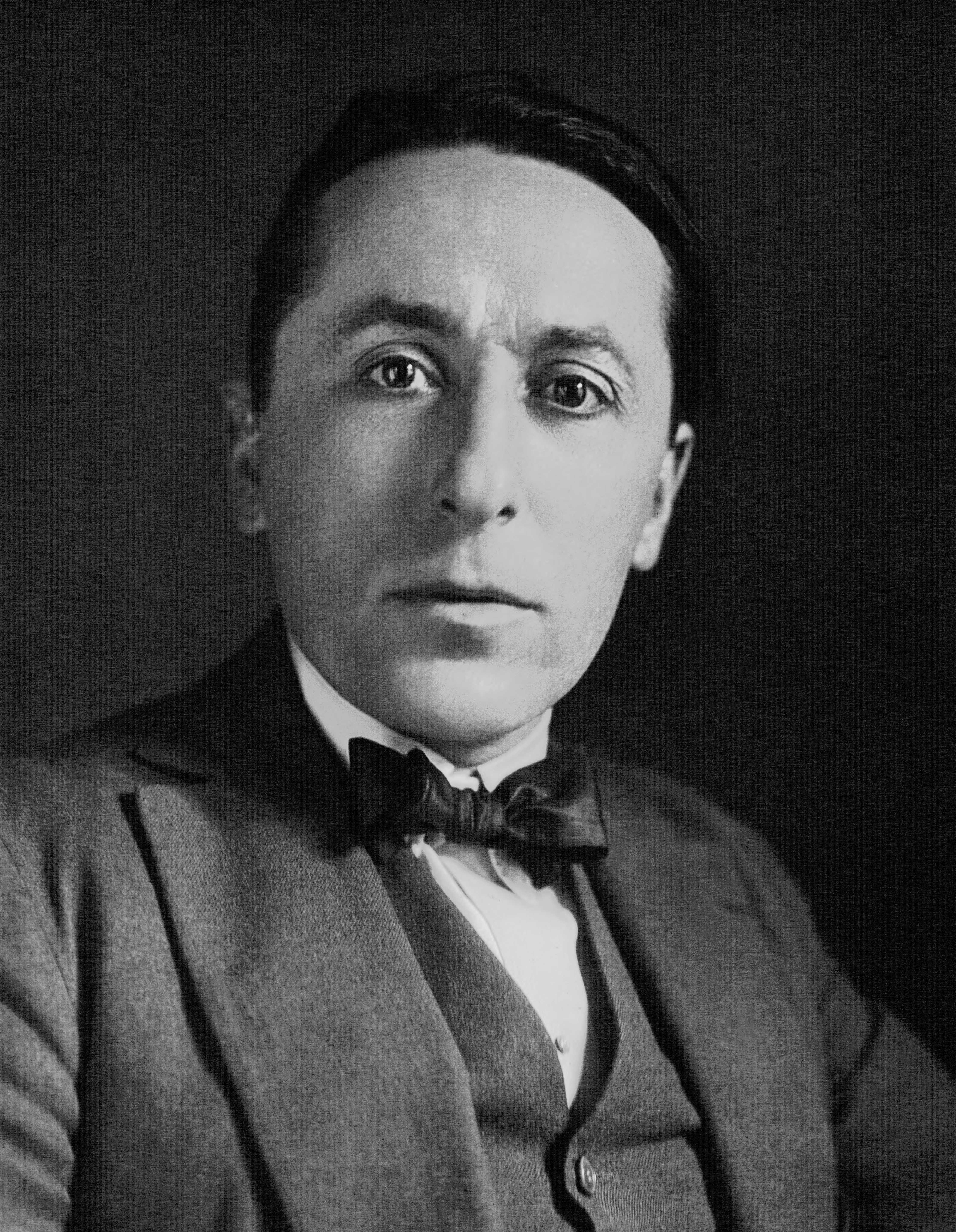
Roland Dorgelès, 1923

Roland Dorgelès, właśc. Roland Lecavelé (ur. 15 stycznia 1885 w Amiens, zm. 18 marca 1973 w Paryżu) – francuski pisarz, członek Académie Goncourt (od 1929). Jego najbardziej znana książka to Les croix de bois (1919, Drewniane krzyże), w której przedstawił, m.in. na podstawie własnych przeżyć, przejmujący opis I wojny światowej. Otrzymał za nią Prix Femina. Opisywał też życie paryskiej cyganerii (np. Montmartre, mon pays, 1925).